# アンリ・サルヴァドール
アンリ・サルヴァドール （Henri Salvador、1917年7月18日 - 2008年2月13日）は、フランスの歌手。レジオンドヌール勲章受章者。
カイエンヌ（フランス領ギアナ）生まれ。両親はグアドループ島出身で、母はカリブ族の血を引く。アンリが12歳の時、一家でフランスに移住。
ギタリストとして、歌手の伴奏をして音楽キャリアをスタート。ジャンゴ・ラインハルトのレコードを聴いて真似をしながらギターを覚え、のち1940年代にラインハルトと仕事をした。ボリス・ヴィアンとクインシー・ジョーンズと曲を書き、数曲をレコーディングした。1956年に初めてフランス語のロックンロールを、ヴィアンとミシェル・ルグランとともにレコーディングしたことで知られている。1960年代は、フランスのテレビ番組のホストとして活躍した。
1957年に彼が発表したDans mon ileは、アントニオ・カルロス・ジョビンに影響を与え、ボサノヴァの誕生に貢献した曲である。
カエターノ・ヴェローゾは、自分の曲Reconvexoでサルヴァドールの名前を歌詞に使い、ブラジルでサルヴァドールの名を有名にした。
ミュージシャン・コメディアンであり、2002年、ケレン・アンとバンジャマン・ビオレ、アート・メンゴがプロデュースしたChambre Avec Vue（fr:Chambre Avec Vue）で復活を遂げた。このアルバムはミリオンセラーとなった。
最新作「レヴェランス」では、ジルベルト・ジル、カエターノ・ヴェローゾと共演していた。
2008年2月13日、動脈瘤破裂のためパリの自宅で死去。90歳没。

## ディスコグラフィ
- サルヴァドールからの手紙 Chambre Avec Vue (2001年)
- Performance! (2002年)
- 愛しい君との愛しい時間 Ma Chère et Tendre (2003年)
- パリジャン・スキャット Jazz in Paris (2005年)
- レヴェランス～音楽よ、ありがとう！ Révérence (2007年)